# Teodomiro Gutiérrez Cuevas
Teodomiro Gutiérrez Cuevas (1864-Siglo XX), apodado Rumi Maqui (del quechua: Rumi Maqui ‘mano de piedra’), fue un militar, político y revolucionario peruano. Ejerció el cargo de subprefecto de Chucuito de 1903 a 1904, así como el de comisionado especial en el departamento de Puno en 1913, para recabar información sobre la situación del indígena de esa zona convulsionada. En 1915 encabezó una rebelión campesina en Puno, que fue reprimida severamente por las tropas gubernamentales, con el apoyo de los terratenientes locales. Fue capturado en 1916 y sometido a juicio por sedición y traición a la patria, siendo condenado a veinte años de prisión. A partir de entonces se pierde su rastro, desconociéndose la fecha y las circunstancias de su muerte.

## Biografía

### Carrera militar
Hizo carrera en el ejército peruano, llegando a escalar el grado de sargento mayor de caballería. Durante la guerra con Chile luchó en la campaña de la Breña, al lado del general Andrés Avelino Cáceres.

### Cargos políticos
En 1903 fue nombrado subprefecto de Chucuito. Durante su mandato, dictó medidas en favor del campesinado. Suprimió los trabajos gratuitos, el reparto de la lana y abrió una escuela en Juli para los hijos de los campesinos.
Todo esa labor le trajo la animadversión de los hacendados, que lo denunciaron ante el gobierno central, siendo retirado del cargo de subprefecto en 1904. Los hacendados y gamonales tenían entonces gran influencia en las altas esferas del gobierno; varios de ellos incluso eran parlamentarios y funcionarios públicos.
Manuel González Prada, en un artículo titulado «Autoridad humana», que luego fue reproducido en su libro Prosa menuda, menciona elogiosamente al subprefecto Teodomiro Gutiérrez, describiéndole como una autoridad que intervino a favor de los indios y que fue luego calumniado y perseguido.
En 1912 estuvo como jefe militar de la provincia de Canas. Se dice también que viajó a Lima en 1913, llevando al presidente Guillermo Billinghurst un libro de reclamaciones a favor de los indígenas. También se afirma que recorrió las imprentas de la ciudad, acompañado de varios comuneros. Ello habría sido el motivo para que Billinghurst lo enviara a Puno, como comisionado especial para recabar un minucioso informe sobre la situación de las haciendas y los campesinos del departamento de Puno. Esta era una zona muy convulsionada por las protestas sociales, desde tiempo atrás. Se recordaba, por ejemplo, la rebelión de Juan Bustamante Dueñas, entre 1867 y 1868. Aunque también habían ocurrido recientes matanzas de indígenas, en Chucuito y Azángaro.
Pese a las trabas que le impusieron los hacendados, Gutiérrez cumplió su labor en Puno y elevó su informe al gobierno de Lima. Pero poco después, Billinghurst fue derrocado por el coronel Óscar R. Benavides, el 4 de febrero de 1914.
Dicha coyuntura fue aprovechada por Bernardino Arias Echenique, hacendado puneño y diputado, para emprender una campaña contra Gutiérrez. Le acusó de incitar a los indígenas de Puno a la rebeldía, y que a raíz de ello, estos habían cometido muchos desmanes, incluyendo asesinatos y actos de antropofagia.
Al carecer de apoyo, Gutiérrez se vio obligado a salir del país, dirigiéndose a Bolivia. Posiblemente viajó también a Argentina y Chile, países donde se habría iniciado en el anarquismo.

### Reivindicador y anarquista
Lo cierto es que, empapado ya de ideas anarquistas, Gutiérrez regresó al Perú en 1915. Por los escasos documentos que se han conservado sobre su rebelión, sabemos que en Puno asumió el nombre de General Rumi Maqui y que comenzó a tomar contacto con los campesinos. Convergiendo el anarquismo con el milenarismo indigenista, predicó la necesidad de un gran levantamiento campesino, para aniquilar a los hacendados y reimplantar el Imperio incaico. 
Su plan era formar un ejército campesino, para lo cual convocó a los indígenas de Cuzco, Abancay, Ayacucho, incluso Bolivia y desde luego, Puno, que se convirtió en la base de sus operaciones. Este movimiento también habría tomado un carácter separatista, pues se dice que Gutiérrez negoció con el gobierno boliviano la anexión del departamento de Puno a Bolivia a cambio de ayuda.

### Alzamiento en armas
En diciembre de 1915 Rumi Maqui inició la sublevación, al mando de cientos de indios de Huancané y Azángaro. Según otra versión, llegó a movilizar a 2000 indígenas. 
La noticia de esta rebelión causó sorpresa en Lima, aunque también ironía, por el carácter de mesianismo incásico con el que estaba teñida. Gobernaba entonces en el Perú el presidente civilista José Pardo y Barreda, que estaba en su segundo gobierno.
Los sublevados atacaron las haciendas, símbolos de la opresión del terrateniente. Arrasaron la hacienda de Arias Echenique, donde hubo 60 muertos; luego hicieron lo mismo con otra en Juliaca. Pero la indisciplina de las tropas campesinas y el apresuramiento por obtener logros, jugaron en contra de los rebeldes, permitiendo que los hacendados se organizaran y desataran una brutal represión. 
Rumi Maqui logró huir y se ocultó por un tiempo, hasta que fue capturado y denunciado por traición a la patria, aludiéndose a su supuesto plan de ceder Puno a Bolivia.
En el Congreso de la República, Rumi Maqui fue defendido por el diputado Luis Felipe Luna, que enfatizó que el delito de Gutiérrez fue solo el de querer reivindicar la libertad y la igualdad de derechos para el indígena. Señaló que las acusaciones de querer ceder territorio a Bolivia o de restaurar la monarquía incaica fueron inventadas por los hacendados, que pretendían así tapar sus propios crímenes y ganarse el apoyo de la opinión pública. Este discurso de apoyo se dio en la sesión parlamentaria de 18 de octubre de 1916.

### Sentencia y el enigma de su muerte
Rumi Maqui fue condenado a veinte años de prisión. Luego de esa sentencia, no se supo más sobre él con certeza. Su imagen quedó cubierta por la bruma del enigma y el silencio. Una versión dice que se fugó de la cárcel y que desde la clandestinidad envió una carta al diario El Pueblo, fechada el 29 de enero de 1917, en el que se confesaba ser enemigo del gamonalismo y partidario de la unión entre Perú y Bolivia, así como negaba haber pretendido restaurar el incanato.
Otra versión incluso afirma que en realidad nunca fue detenido y que falleció hacia 1936.

## Legado
La sublevación de Rumi Maqui hizo meditar al gobierno sobre la necesidad de detener los atropellos cometidos sobre los indígenas, que se venían produciendo a lo largo del primer siglo republicano. El esfuerzo del caudillo no fue estéril, pues tras su rebelión, se dieron iniciativas y leyes a favor de la población indígena.